# Ricky Rodriguez
Ricky Rodriguez, all'anagrafe David Moses Zerby (Tenerife, 25 gennaio 1975 – Blythe, 9 gennaio 2005), è stato un criminale statunitense, membro del movimento religioso Bambini di Dio, noto ad oggi come The Family International e tuttora presieduto dalla madre Karen Zerby.

## Biografia
Spesso soprannominato "Davidito" (in spagnolo "piccolo Davide"), Rodriguez è nato a Tenerife, una delle Isole Canarie. Era figlio di Karen Zerby, la quale si sposò con il fondatore del gruppo religioso Bambini di Dio, David Berg, che ritenne Ricky il suo figlio adottivo. Ricky, fin da subito, manifestò un risentimento profondo verso i suoi genitori, a causa di abusi sessuali che aveva subito da bambino. In seguito, nel gennaio del 1982, il movimento pubblicò un manuale di assistenza all'infanzia dal titolo La storia di Davidito, che include una serie di istruzioni su come crescere i propri figli. Il libro, contenente circa 762 pagine, comprende anche almeno una dozzina di foto che ritraggono Rodriguez quando era bambino coinvolto in attività sessuali, e che portò alcuni a pensare che questo libro fosse un incoraggiamento alla pedofilia e agli abusi sessuali sui minori. Già da bambino entrò a far parte del movimento fondato dal padre adottivo.
A età adulta, Rodriguez sposò Elixcia Munumel, una ragazza che aveva conosciuto nel 1995 a Budapest, e insieme si dissociarono dall'ormai ribattezzato The Family International nel 2001. Poco dopo, Rodriguez scrisse un articolo sul sito MovingOn.org, in cui descrive la deviante attività sessuale di Berg che coinvolse un certo numero di donne e bambini. Nel 2004, i due divorziano e Rodriguez si trasferì a Tucson, in Arizona, dove ha lavorato per un breve periodo come elettricista. Secondo le testimonianze di amici e parenti, si era trasferito lì perché aveva saputo che anche la madre era in quel posto e voleva andare a trovarla.
Il 7 gennaio 2005, prese la sua videocamera e girò un video in cui spiega quello che aveva in mente di fare, vendicarsi dei suoi abusatori per far finire l'organizzazione una volta per tutte e liberare le sue sorelle rimaste ancora nella famiglia.
L'8 gennaio del 2005, Rodriguez si incontra con Angela Smith, una donna di 51 anni, ex socia di Karen Zerby. La donna faceva parte del movimento Bambini di Dio fin da giovane, e secondo lo stesso Rodriguez e altre testimonianze, lei stessa era tra le principali abusatrici di Rodriguez. Rodriguez uccise la donna a coltellate sul petto e le tagliò la gola.  Nelle prime ore del giorno seguente, Rodriguez si diresse verso la città di Blythe, in California, dove si suicidò con un colpo di pistola alla testa all'interno della sua macchina.
Circa due mesi dopo la sua morte, venne eretto un memoriale in suo onore in un resort a San Diego.